# جورج ورنوت
جورج ورنوت (انگلیسی: George Vernot; ۲۷ فوریهٔ ۱۹۰۱ – ۲۲ نوامبر ۱۹۶۲) شناگر اهل کانادا بود.
وی در مسابقات کشوری و بین‌المللی در مجموع برندهٔ ۱ مدال نقره، ۱ مدال برنز شده‌است.